# 岐阜県庁
岐阜県庁（ぎふけんちょう）は、地方公共団体である岐阜県の執行機関としての事務を行う役所である。

## 沿革
- 1868年 - 笠松県、飛騨県を設置。飛騨県を高山県と改称。
- 1871年 - 廃藩置県により美濃国に今尾県、岩村県、大垣県、加納県、郡上県、高富県、苗木県、野村県を設置。高山県が信濃国の一部と合併し筑摩県となる。
- 1872年 - 美濃国の諸県が合併して岐阜県を設置。県庁を笠松陣屋に置く（初代庁舎）。
- 1873年 - 岐阜県庁を笠松村から今泉村（現:岐阜市）本願寺派岐阜別院に仮移転。
- 1874年 - 今泉村に県庁舎が完成（2代目庁舎）。
- 1876年 - 岐阜県は、筑摩県を廃止し、そのうち吉城郡、大野郡、益田郡の三郡を合併して飛騨国を含むほぼ現在の形となる。高山支庁を設置。
- 1879年 - 第1回岐阜県会を開催。
- 1889年 - 市制、町村制施行。
- 1912年 - 米穀検査規則を制定。
- 1922年 - 自作農奨励資金貸付規則を制定。
- 1924年 - 岐阜市司町に県庁舎が完成（3代目庁舎）。移転。
- 1932年 - 農山村更生計画助成規則を制定。
- 1940年 - 満州開拓岐阜県協力協議会を設立。
- 1944年 - 県立女子医学専門学校を開校。
- 1945年 - 県進駐受入本部、連絡室を設置。
- 1947年 - 初の公選知事武藤嘉門が就任。
- 1966年 - 岐阜市薮田（現薮田南）に庁舎が完成（4代目庁舎）。移転。
- 1976年12月14日－平野三郎知事が収賄罪で起訴されたことを受け、岐阜県議会が不信任決議案を可決。即日辞任。
- 1988年－ぎふ中部未来博を開催。
- 1995年4月26日～6月4日 - 可児市で花フェスタ'95ぎふが開催される
- 2000年10月21日～10月22日 - 岐阜県で第9回全国知的障害者スポーツ大会（ゆうあいぴっく岐阜大会）が行われる
- 2006年 - 岐阜県庁裏金問題が発覚。
- 2012年 - 東日本大震災復興支援第67回国民体育大会（ぎふ清流国体）、第12回全国障害者スポーツ大会（ぎふ清流大会）を開催。
- 2022年 - 薮田南に新庁舎が完成（5代目庁舎）。
- 2023年 - 新庁舎に移転。

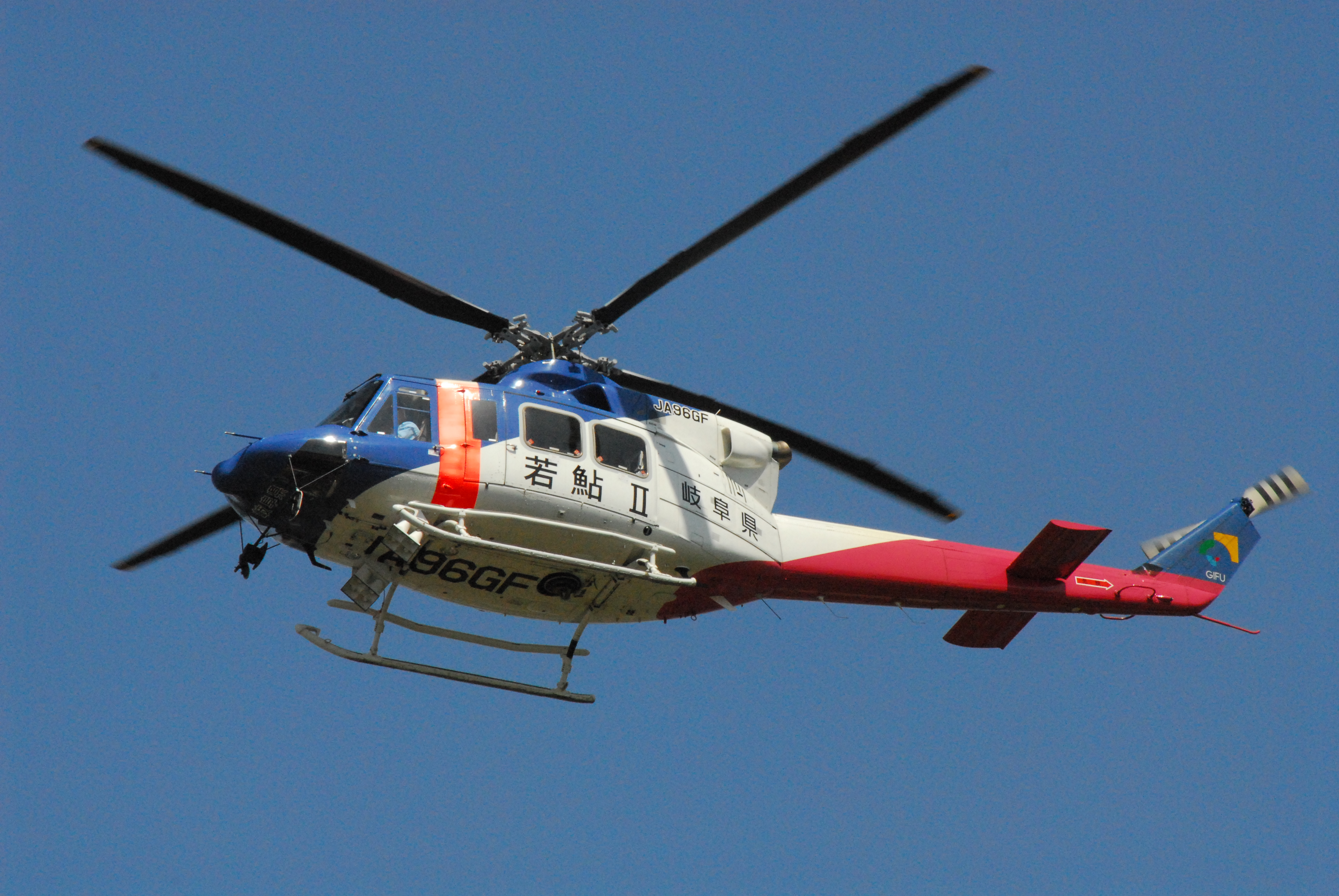
岐阜県防災ヘリ
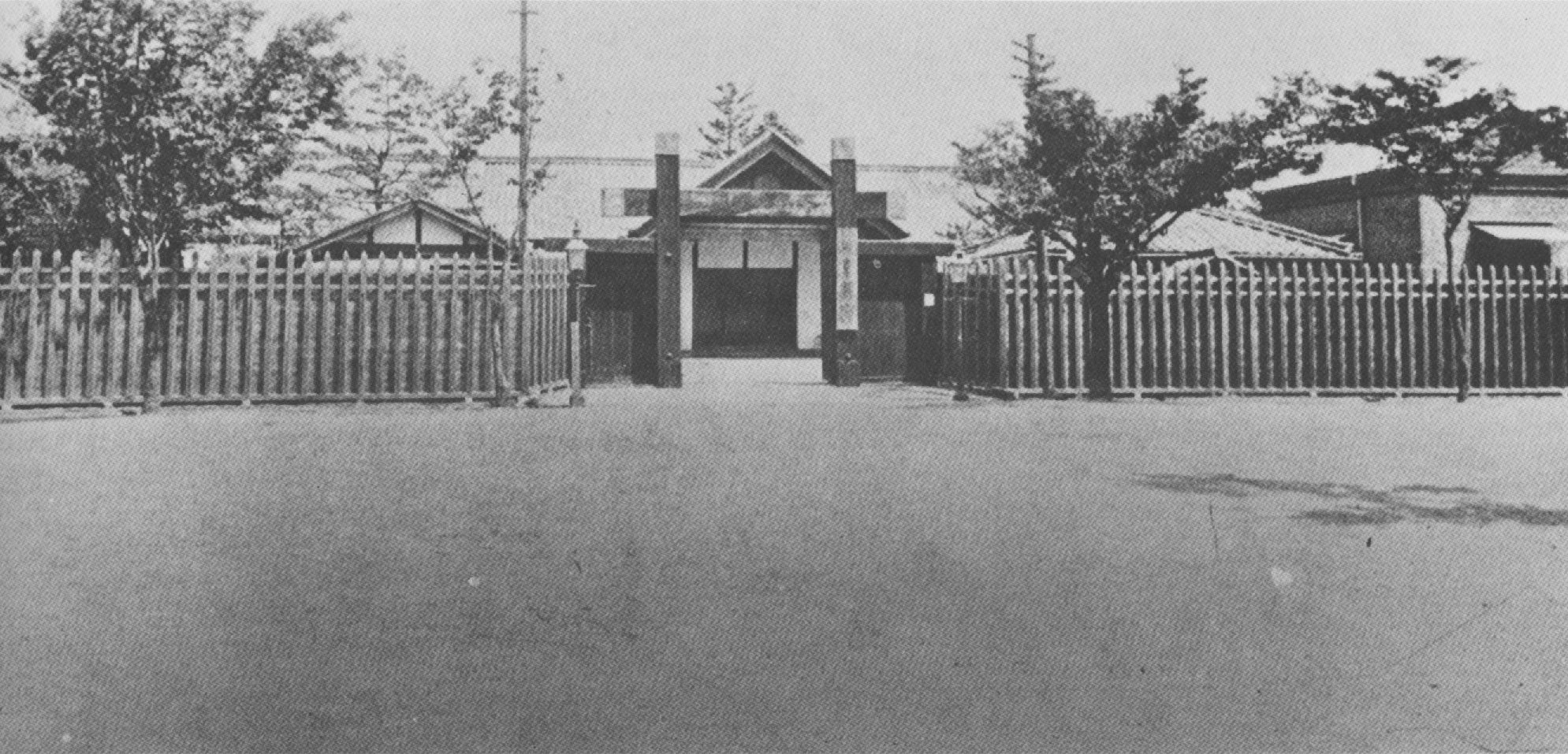
2代目庁舎
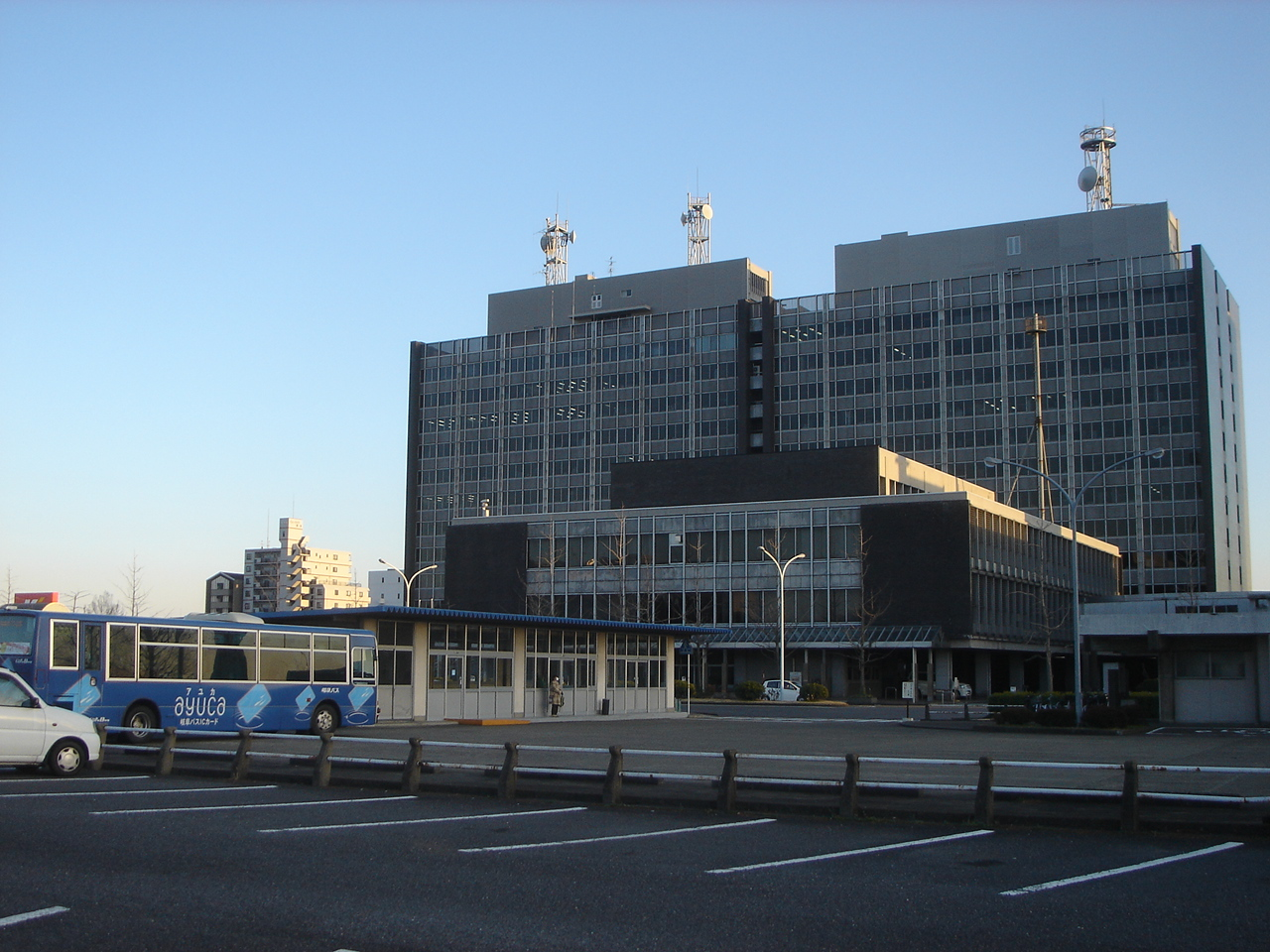
4代目庁舎

## 組織
[表示]をクリックすると一覧を表示。2022年4月1日現在。
- 知事
  - 副知事
    - 秘書課、広報課
    - 総務部
      - 財政課、人事課、法務・情報公開課、行政管理課、職員厚生課、税務課、管財課、県庁舎開設準備課、県庁舎建設課、総務事務センター
      - 職員研修所、歴史資料館、県税事務所［岐阜・西濃・中濃・東濃・飛騨］、自動車税事務所

    - 清流の国推進部
      - 清流の国づくり政策課［地方創生室］、SDGS推進課、地域振興課、外国人活躍・共生社会推進課、市町村課、地域スポーツ課、競技スポーツ課、ねんりんピック推進事務局
      - 東京事務所

    - 危機管理部
      - 危機管理政策課［原子力防災室］、防災課［山岳遭難・火山対策室]、消防課
      - 消防学校

    - 環境生活部
      - 環境生活政策課[自然公園活用推進室]、脱炭素社会推進課、廃棄物対策課、環境管理課、県民生活課、私学振興・青少年課、人権施策推進課、統計課、岐阜地域環境室、文化創造課、文化伝承課
        -           - 美術館、現代陶芸美術館、図書館、博物館、高山陣屋管理事務所、文化財保護センター、県民生活相談センター

    - 健康福祉部
      - 健康福祉政策課、医療整備課、国民健康保険課、医療福祉連携推進課、保健医療課[健康推進室]、感染症対策推進課[医療・検査体制対策室]、感染症対策調整課、生活衛生課［食品安全推進室］、薬務水道課、地域福祉課、高齢福祉課、障害福祉課
      - 岐阜保健所［本巣・山県センター］、西濃保健所［揖斐センター］、関保健所［郡上センター］、中濃保健所、東濃保健所、恵那保健所、飛騨保健所［下呂センター］、岐阜地域福祉事務所、保健環境研究所、衛生専門学校、看護専門学校［多治見・下呂］、希望が丘こども医療福祉センター、精神保健福祉センター、食肉衛生検査所、動物愛護センター、身体障害者更生相談所、知的障害者更生相談所、発達障害者支援センター
      - 子ども・女性局
        - 男女共同参画・女性の活躍推進課、子育て支援課、子ども家庭課
        - 子ども相談センター［中央・西濃・中濃・東濃・飛騨］、女性相談センター、わかあゆ学園、

    - 商工労働部
      - 商工・エネルギー政策課［亜炭鉱廃坑対策室、経済・雇用再生室]、商業・金融課、労働雇用課、産業人材課、企業誘致課[工業団地開発推進室]、産業デジタル推進課、産業技術課、航空宇宙産業課、地域産業課、県産品流通支援課、岐阜地域産業労働室
      - 計量検定所、国際たくみアカデミー、木工芸術スクール、工業技術研究所、産業技術センター、情報技術研究所、セラミックス研究所、生活技術研究所、情報科学芸術大学院大学
      - 観光国際局
        - 観光企画課、観光資源活用課、観光誘客推進課、国際交流課
        - 旅券センター

    - 農政部
      - 農政課［笠松競馬支援室、スマート農業推進室]、検査監督課、農産物流通課、農業経営課［担い手対策室］、農産園芸課、畜産振興課[飛騨牛銘柄推進室]、家畜防疫対策課、家畜伝染病対策課[野生いのしし対策室]、農村振興課[鳥獣街対策室]、里川振興課[水産振興室]、農地整備課[農地防災対策室]
      - 農林事務所［岐阜・西濃・揖斐・中濃・郡上・可茂・東濃・恵那・下呂・飛騨］、農業技術センター、中山間農業研究所［中津川支所］、畜産研究所、水産研究所［下呂支所］、農業大学校、病害虫防除所［飛騨支所］、国際園芸アカデミー、家畜保健衛生所［中央・中濃・東濃・飛騨］

    - 林政部
      - 林政課[100年の森づくり推進室]、森林活用推進課、県産材流通課、森林経営課、森林保全課
      - 農林事務所（農政部と共管）、森林研究所、森林文化アカデミー

    - 県土整備部
      - 建設政策課、用地課、技術検査課、道路建設課、道路維持課、河川課、砂防課
      - 土木事務所［岐阜・大垣・揖斐・美濃・郡上・可茂・多治見・恵那・下呂・高山・古川］、東海環状自動車道事務所、犀川管理事務所、長良川上流河川開発工事事務所、宮川上流河川開発工事事務所

    - 都市建築部
      - 都市政策課、都市整備課、下水道課、建築指導課、公共建築課、住宅課[空家対策推進室]、水資源課、水道企業課
      - 岐阜駅周辺鉄道高架工事事務所、流域浄水事務所、建築事務所［岐阜・西濃・中濃・東濃・飛騨］、東部広域水道事務所［中津川浄水場・山之上浄水場・川合浄水場］
      - 都市公園整備局
        - 都市公園課[花フェスタ記念公園推進室]、公共交通課[リニア推進室]
        - リニア推進事務所

    - 県事務所
      - 西濃、揖斐、中濃、可茂、東濃、恵那、飛騨

  - 会計管理者
    - 出納事務局
      - 出納管理課
- 行政委員会
  - 教育委員会
    - 教育長
      - 副教育長
        - 事務局
          - 教育総務課、教育管理課、教育財務課、教職員課[福利厚生室]、教育研修課、学校安全課、学校支援課、特別支援教育課、体育健康課
            - 教育事務所［岐阜・西濃・美濃・可茂・東濃・飛騨］、高等学校、特別支援学校

  - 公安委員会
    - 　岐阜県警察本部

  - 選挙管理委員会
    - 　事務局、地方事務局

  - 　人事委員会 - 事務局 - 職員課
  - 　監査委員 - 事務局 - 監査課
  - 　労働委員会 - 事務局 - 審査調整課
  - 　収用委員会
  - 　内水面漁場管理委員会
- 公営企業
  - （再掲）都市建築部
    - （再掲）水道企業課
    - （再掲）東部広域水道事務所［中津川浄水場・山之上浄水場・川合浄水場］